# Kiss (album)
Kiss is het debuutalbum van de gelijknamige Amerikaanse hardrockband Kiss. Het album verscheen op 18 februari 1974 en werd geproduceerd door Kenny Kerner en Richie Wise.
Kiss werd ervaren als revolutionair en nogal rebels. Het album maakte de band bekend, maar hun grootste bekendheid zou pas later komen. De hoogste notering van het album was de 38e plek in Nieuw-Zeeland. Het album werd goud in 1977 en er kwam een remaster uit in 1997. Op het eerste concert van Kiss kwamen er maar drie mensen kijken, ruim een jaar later trok de groep stadions vol.
Peter Criss' make-up was door een professionele visagist gedaan, maar Criss vond het niet goed genoeg. Daarom heeft hij het hierna veranderd. Ace Frehley wilde zijn haar zilver verven voor de cover. Toen hij het gedaan had, wilde hij het er toch uit wassen, maar dat lukte niet.
Van de tien nummers zijn drie singles uitgebracht: Nothin' to Lose, Kissin' Time en Strutter.

## Track listing
| 1.                 | Strutter             | Paul Stanley, Gene Simmons       | Stanley                 | 3:10 |
| 2.                 | Nothin' to Lose      | Simmons                          | Simmons, Peter Criss    | 3:27 |
| 3.                 | Firehouse            | Stanley                          | Stanley                 | 3:17 |
| 4.                 | Cold Gin             | Ace Frehley                      | Simmons                 | 4:22 |
| 5.                 | Let Me Know          | Stanley                          | Simmons, Stanley        | 2:58 |
| 6.                 | Kissin' Time         | Kal Mann, Bernie Lowe            | Simmons, Stanley, Criss | 3:52 |
| 7.                 | Deuce                | Simmons                          | Simmons                 | 3:06 |
| 8.                 | Love Theme from Kiss | Frehley, Stanley, Simmons, Criss | Instrumental            | 2:24 |
| 9.                 | 100,000 Years        | Stanley, Simmons                 | Stanley                 | 3:22 |
| 10.                | Black Diamond        | Stanley                          | Criss (intro: Stanley)  | 5:13 |
| Totale duur: 35:11 |                      |                                  |                         |      |

## Nummers
Met uitzondering van Kissin' Time was alle materiaal al geschreven voor de band de studio in trok.

### Strutter
Strutter is een uptempo rocknummer dat werd geschreven voordat Ace Frehley zich bij Kiss aansloot. De muziek is gebaseerd op een nummer dat Gene Simmons jaren eerder al schreef: Stanley the Parrot. Paul Stanley paste de tekst aan. Strutter werd in augustus 1974 als derde en laatste single van dit album uitgebracht. Het was een standaardnummer tijdens de liveoptredens van de band in de jaren zeventig.

### Nothin' to Lose
Nothin' to Lose is een nummer geschreven door Simmons en wordt gezongen door Simmons, Stanley en Criss. Het nummer gaat over Simmons' poging zijn vriendin tot anale seks over te halen. Nothin' to Lose was de eerste single van de band en werd ook als B-kant geplaatst op de single van Kissin' Time.

### Firehouse
Firehouse is het tweede nummer op dit album dat geschreven is door Paul Stanley. Meestal deed Simmons zijn vuurspuwact tijdens dit nummer, waardoor het nummer zeer geliefd geraakte bij het publiek tijdens liveoptredens. De Amerikaanse band FireHouse haalde uit dit nummer de inspiratie voor hun naam.

### Cold Gin
Cold Gin is het eerste nummer geschreven door Frehley, die verklaard heeft het in de metro geschreven te hebben. Frehley was te onzeker over zijn eigen zangkwaliteiten en daarom gaf hij het nummer aan Simmons.

### Let Me Know
Let Me Know was het nummer dat Stanley speelde toen hij Simmons ontmoette. Toen heette het nog Sunday Driver. De instrumentale brug werd later, tijdens hun liveoptredens, verplaatst naar het einde van She.

### Kissin' Time
Kissin' Time is de eerste cover van Kiss. Het nummer werd oorspronkelijk opgenomen door Bobby Rydell, die er in 1959 een top 20-hit mee had. Toen het album Kiss in februari 1974 verscheen, stond Kissin' Time er niet op. Het werd zelfs pas twee maanden na de originele uitgave van het album opgenomen, op aandringen van Casablanca Records-oprichter Neil Bogart, omdat het album niet het gehoopte succes behaalde. Bogart wist dat het album gered kon worden door er een goed in het oor liggend nummer op te plaatsen en verplichtte de band dit nummer op te nemen. Het nummer werd in mei als single uitgebracht maar sloeg niet aan bij het grote publiek. Het nummer bereikte uiteindelijk nummer 83 in de Verenigde Staten. Kissin' Time zorgde echter wel voor een betere verkoop van het album, hoewel het pas op het album stond bij de tweede release in juli 1974 (tegen de wil van de band in). De eerste release van Kiss is door het ontbreken van dit nummer onder liefhebbers een zeer begeerd verzamelobject.

### Deuce
Deuce is geschreven door Simmons, maar hij heeft verklaard dat hij niet weet waar het over gaat. Het is heel vaak live gespeeld.

### Love Theme from Kiss
Love Theme from Kiss is een nummer dat Kiss vaak in clubs speelde, toen nog onder de titel Acrobat. Het is het enige nummer geschreven door alle bandleden. Het nummer kwam in de soundtrack van de film Somewhere (2010) terecht.

### 100,000 Years
100,000 Years, geschreven door Stanley en Simmons, is een van de bekendste nummers van het album. Desondanks vindt Frehley nog steeds dat zijn gitaarsolo niet goed geschreven was. Hij heeft dan ook live andere solo's gespeeld.

### Black Diamond
Black Diamond begint met alleen de stem en gitaar van Stanley. Nadat hij 'Hit it!' roept, gaat de zang over naar Criss en krijgt hij zijn eerste volledige zangpartij. Na Criss' vertrek uit de band namen Eric Carr en Eric Singer de zang over.

## Muzikanten

### Kiss
- Paul Stanley – zang, slaggitaar
- Ace Frehley – leadgitaar
- Gene Simmons – zang, basgitaar
- Peter Criss – drums, percussie, zang

### Gastmuzikanten
- Bruce Foster – piano in Nothin' to Lose
- Warren Dewey – brandweersirene in Firehouse